# Argentavis
Argentavis magnificens · Argentin, Argentin magnifique
Genre
Espèce
Argentavis est un genre fossile d'oiseaux, qui n'est connu que par l'espèce Argentavis magnificens (l'Argentin magnifique).
Tous les fossiles d'Argentavis magnificens ont été découverts en Argentine par Kenneth E. Campbell et Eduardo P. Tonni. Ils datent d'environ six millions d'années. Le nom Argentavis a été construit à partir du gentilé Argentin et du latin  avis (« oiseau »), et magnificens est un adjectif latin signifiant « magnifique, magnificent ».
Avec une envergure de 7 m pour un poids moyen de 72 kg, il s'agit d'un des plus grands oiseaux volants de tous les temps connus à ce jour, seulement dépassé sans doute en envergure par Pelagornis sandersi. Il ressemblait à un condor gigantesque, se déplaçant comme ce dernier essentiellement en planant car incapable de battre des ailes durant une longue période du fait d'une musculature de poitrine relativement peu développée, choisissant des points élevés pour faciliter son envol. Il vivait en Amérique du Sud au Miocène, il y a environ six à huit millions d'années.

## Caractéristiques
Argentavis avait une envergure estimée pouvant atteindre les sept mètres. Cela en a fait le plus grand oiseau connu jusqu'à ce qu'une autre espèce éteinte, Pelagornis sandersi, ait été décrite en 2014 comme ayant des ailes de plus grande envergure (bien que ne pesant que 22 à 40 kilogrammes selon les estimations),. À titre de comparaison, l'oiseau vivant ayant la plus grande envergure est l'albatros hurleur, avec une envergure de 3,60 mètres (12 pieds). Étant donné qu'Argentavis magnificens est connu pour être un oiseau terrestre, un autre point de comparaison est le condor des Andes, l'un des plus grands oiseaux terrestres existants, avec une envergure pouvant aller jusqu'à 3,2 mètres (10 pieds) et un poids jusqu'à 15 kg, qui est aussi un parent relativement proche d'Argentavis. Les estimations actuelles concernant l'Argentavis sont :
- longueur : 3,5 m ;
- envergure : 5,8 à 7 m ;
- taille : 1,7 à 2 m ;
- poids : 60 à 110 kg ;
- habitat : pampas de l'Amérique du Sud.

## Paléontologie - fossiles

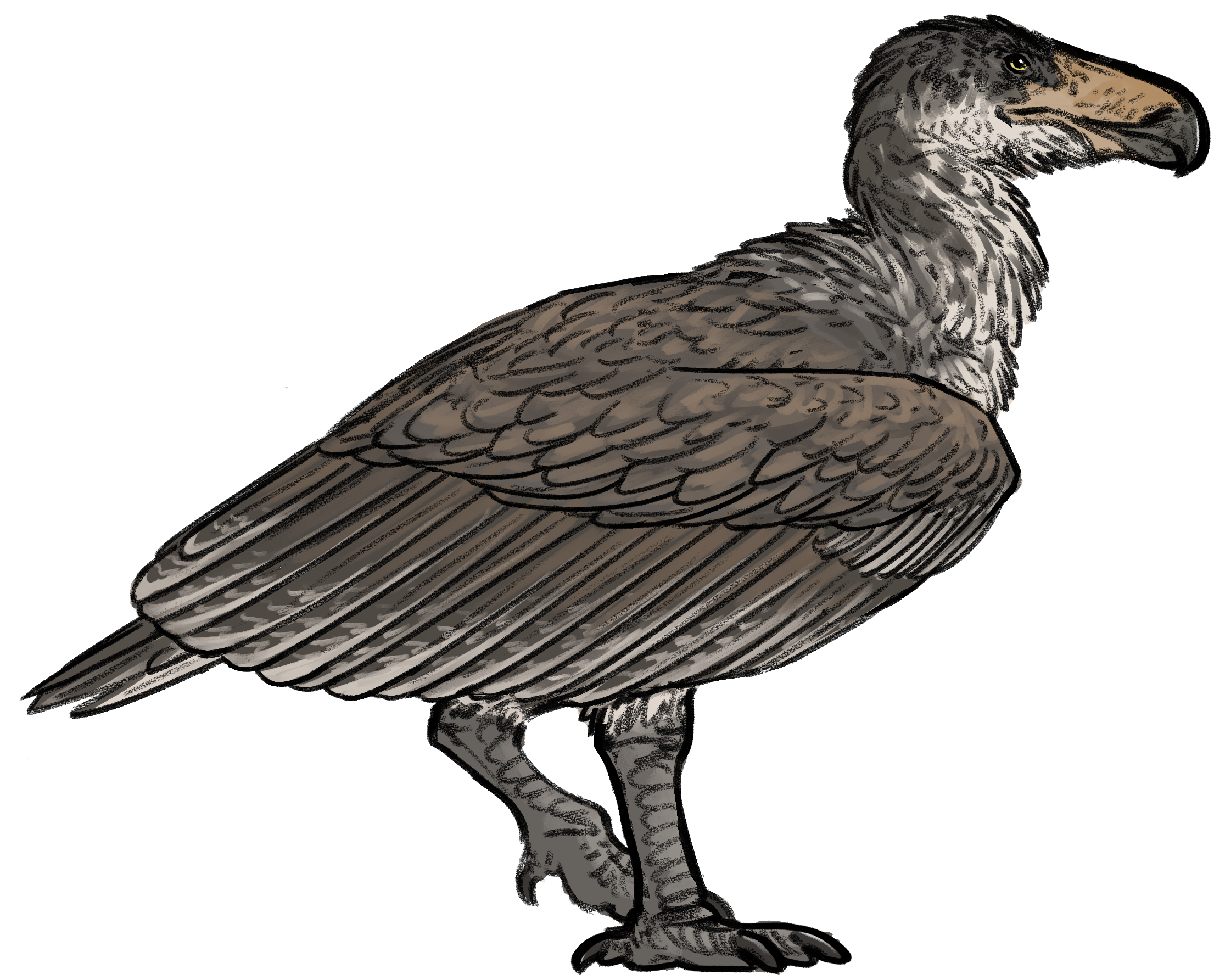
Reconstitution artistique d'un Argentavis magnificens.

L'holotype a été décrit en 1980 par Kenneth E. Campbell et Eduardo P. Tonni sur la base d'un spécimen fossile découvert à Salinas Grandes de Hidalgo, dans la province de La Pampa en Argentine. Les restes comprennent un morceau de crâne, des fragments d'humérus et d'autres petits os. D'autres fossiles ont été répertoriés par les mêmes auteurs sur trois sites différents en 1995.

## Paléobiologie

### Vie

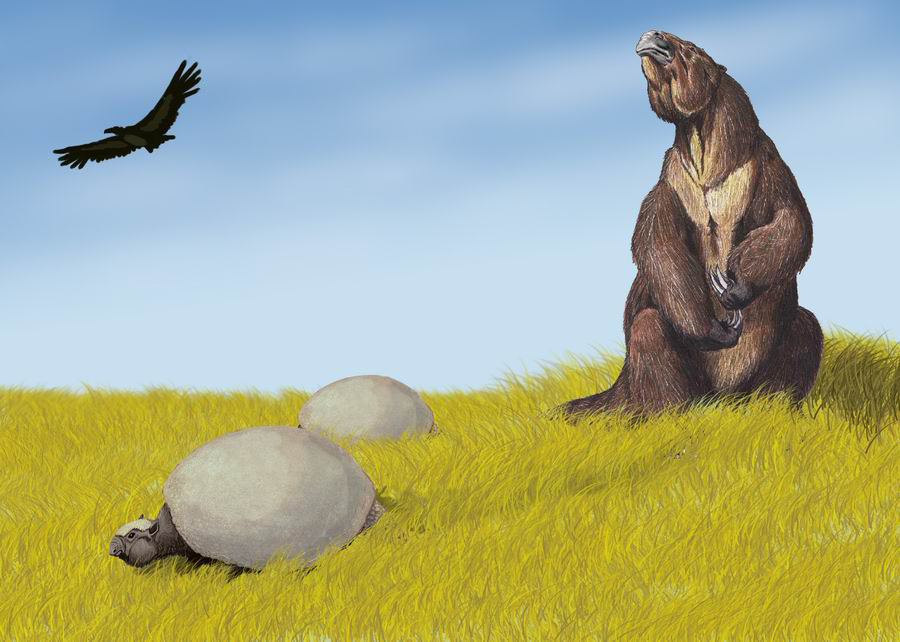
Reconstitution d'un Argentavis volant au-dessus de mammifères du Pléistocène : glyptodons et paresseux terrestre (Megatherium).

La comparaison avec les oiseaux existants suggère qu'il pondait un ou deux œufs d'une masse d'un peu plus d'un kilo chacun (plus petit qu'un œuf d'autruche) tous les deux ans. Les considérations climatiques rendent possible l'incubation des œufs pendant l'hiver, les parents partageant les tâches de couvade et d'approvisionnement en nourriture tous les quelques jours. Il est aussi probable que les jeunes aient été indépendants après seize mois bien que pas complètement mûrs, n'arrivant à maturité qu'à douze ans environ.
La mortalité devait aussi être très faible. En effet, pour maintenir une population viable, il faut que moins de 2 % des oiseaux meurent chaque année. Bien sûr, Argentavis n'a subi pratiquement aucune prédation, et la mortalité provient principalement de la vieillesse, des accidents et des maladies.

### Vol
Du fait de la taille et de la structure de ses ailes, on a déduit qu'Argentavis magnificens volait principalement en planant, n'utilisant le vol à battement d'ailes que pour de très courtes périodes. Il est probable qu'il ait également utilisé les courants thermiques. On a estimé que la vitesse minimale pour l'aile de Argentavis magnificens était d'environ 11 mètres par seconde ou 40 kilomètres par heure (25 miles/h) Cela est particulièrement vrai au décollage, qui aurait dépendu du vent. Bien que ses jambes aient été assez fortes pour lui donner un début de course ou de saut, les ailes étaient tout simplement trop longues pour battre efficacement jusqu'à ce que l'oiseau soit assez haut du sol. Cependant, les données sur le squelette suggèrent que les muscles de sa poitrine n'étaient pas assez puissants pour permettre les battements des ailes pendant de longues périodes. Argentavis a peut-être utilisé des pentes de montagne et les vents pour décoller, et pouvait probablement le faire à partir d'un terrain même en pente douce avec peu d'effort. Il a peut-être volé et a vécu comme le condor andin moderne, en balayant de vastes étendues de terre en planant. Le climat des contreforts andins en Argentine au cours de la fin du Miocène était plus chaud et plus sec qu'aujourd'hui, ce qui aurait d'autant plus aidé l'oiseau à rester au-dessus des accélérations thermiques.

### Alimentation
Le territoire d'Argentavis faisait probablement plus de 500 km2, territoire qui était passé au crible pour trouver de la nourriture. Il est possible que cet oiseau ait utilisé une direction généralement nord-sud pour ses vols afin d'éviter d'être ralenti par les vents défavorables. D'un point de vue aérodynamique, cette espèce semble moins bien adaptée à la prédation que ses proches. Il était probablement nécrophage et avait donc peut-être l'habitude de dérober leurs proies aux carnivores métathériens comme Thylacosmilidae, comme le font parfois les lions. Contrairement aux condors existants et aux vautours, les autres espèces de Teratornithidae avaient généralement de longs becs d'aigle, ce qui laisse à penser qu'ils étaient des prédateurs actifs, moins pesants qu'Argentavis. Lors d'une chasse active, Argentavis magnificens fondait probablement de très haut sur sa proie, qu'il aurait généralement pu attraper, tuer et avaler sans atterrir. La structure du crâne suggère d'ailleurs qu'il a mangé la plupart de ses proies entières plutôt que de déchirer des morceaux de chair.

## Dans la culture populaire
Argentavis apparaît dans le jeu vidéo Ark: Survival Evolved.